# Opportunity (rivista)
Opportunity: A Journal of Negro Life era una rivista accademica pubblicata dalla National Urban League (NUL). La rivista fungeva da forum sociologico per il tema emergente degli studi afroamericani ed era nota per aver promosso la cultura letteraria durante il Rinascimento di Harlem. Fu pubblicata mensilmente dal 1923 al 1942 e poi trimestralmente fino al 1949.

## Storia
Gli studi pubblicati nei primi numeri di Opportunity erano condotti e finanziati dalla NUL e sostenevano la missione sociale di una rivista accademica collegata alle missioni della NUL e della Fisk University. Gli argomenti erano incentrati sulle sfide sociali che i neri dovevano affrontare all'epoca, tra cui l'accesso al lavoro, all'alloggio, ai servizi igienici e all'istruzione. Il motto della rivista “Opportunity not Alms” (Opportunità, non elemosina) descrive la direzione editoriale, così come il manifesto della rivista: 
“Opportunity è un'idea nata da una richiesta insistente, sia generale che specifica, di una rivista sulla vita dei neri che si dedichi con impegno all'interpretazione dei problemi sociali della popolazione nera... La politica di Opportunity avrà un carattere decisamente costruttivo. Il suo obiettivo sarà presentare in modo obiettivo la vita dei neri. Attraverso l'analisi di queste tematiche sociali, si spera di fornire una base di comprensione e di incoraggiare la cooperazione interrazziale nella risoluzione di questi problemi”.
La rivista è esistita dal 1923 al 1949, ma la sua impronta più significativa sulla letteratura afroamericana è stata dal 1923 al 1928. L'obiettivo immediato di Opportunity era quello di pubblicare dati attendibili sulla vita dei neri e sulle relazioni razziali. Il caporedattore Charles S. Johnson scrisse nel primo numero di Opportunity: “Fatti accurati e affidabili possono correggere affermazioni inesatte e calunniose che sono rimaste incontestate... e, cosa più importante, inculcare la disposizione a vedere abbastanza interesse e bellezza nelle proprie vite da liberarsi dal sentimento di inferiorità dell'essere negro”.
Fondamentali per la fondazione di Opportunity furono due mecenati: La signora Ruth Standish Baldwin, vedova bianca di un magnate delle ferrovie, e George Edmund Haynes. Haynes, laureato alla Fisk University, alla Università Yale e alla Columbia University, divenne il primo segretario esecutivo della NUL. Il carattere interrazziale del consiglio di amministrazione della Lega fu stabilito fin dai primi giorni; fu il modello per l'approccio di Charles Johnson nel promuovere l'interesse, il sostegno e le occasioni per l'arte e gli artisti afroamericani. I critici della rivista, così come del Rinascimento di Harlem, pensavano che il contenuto letterario di Johnson potesse essere stato un contentino per il suo pubblico e i suoi mecenati bianchi. Wallace Thurman disse: "I risultati del Rinascimento sono stati tristi piuttosto che soddisfacenti, in quanto gli standard critici sono stati ignorati e la misura del successo è stata razziale piuttosto che letteraria".
Sotto la direzione di Johnson la tiratura della rivista salì a 11.000 copie nel 1928. Pur non essendo letta da un pubblico così vasto rispetto a The Crisis o The Messenger, la rivista fu fondamentale per offrire opportunità a nuovi artisti attraverso i suoi concorsi letterari e le sue manifestazioni letterarie. Come primo caporedattore di Opportunity, Johnson ampliò immediatamente la portata della rivista, da una rivista puramente sociologica a una pubblicazione poliedrica che includeva le arti afroamericane. Pubblicò saggi fotografici, opere d'arte e poesie, oltre a studi di ricerca. Il potente fotogiornalismo illustrava la qualità della vita dei neri che lavoravano in tutta l'America.

## Concorsi letterari
Il merito di Johnson è quello di aver organizzato e promosso incontri letterari che riunivano con successo artisti afroamericani e mecenati bianchi. Dal 1924 al 1927 Johnson sponsorizzò tre concorsi letterari. Eric Walrond, collaboratore abituale della rivista, presentò Johnson al famigerato re del gioco d'azzardo di Harlem, Casper Holstein. Holstein divenne uno dei principali mecenati di Opportunity e dei concorsi letterari della rivista, il primo dei quali consentì di conseguire 732 iscrizioni. Il concorso letterario divenne essenziale per la promozione degli scrittori e degli artisti del Rinascimento di Harlem. Il numero di maggio 1925 di Opportunity elenca una serie di vincitori che hanno poi avuto successo nella carriera editoriale: Claude McKay, Zora Neale Hurston, Langston Hughes, Countee Cullen, Sterling Brown e Franklin Frazier. Dal 1925 al 1927 Johnson organizzò più di tre cene di premiazione del concorso a cui parteciparono in media quasi 350 artisti neri, mecenati ed editori bianchi. Secondo Arna Bontemps, collaboratore di Opportunity, questi eventi alimentarono l'entusiasmo degli artisti afroamericani, aumentarono il numero dei mecenati bianchi e offrirono visibilità ai principali editori di New York (Knopf, MacMillan e Harpers).
Dopo il 1928, quando Johnson accettò la presidenza della Fisk University, i caporedattori della rivista furono Elmer Anderson Carter (ottobre 1928-gennaio 1945), Madeline L. Aldridge (gennaio 1945-giugno 1947) e Dutton Ferguson (luglio 1947-gennaio 1949). Sotto la direzione di Carter, la rivista riprese la sua attenzione per la pubblicazione di studi sociologici sugli afroamericani e continuò con questo scopo fino alla cessazione della pubblicazione nel 1949.